# نوو بود
نوو بود (به لاتین: Nowy Bud) یک روستا در لهستان است که در گمینا ستژلچکی واقع شده‌است.